# Fiat 1300/1500
O Fiat 1300 e o Fiat 1500 são uma série de automóveis de motor dianteiro e tração traseira fabricados e comercializados pela Fiat de 1961 a 1967, substituindo o Fiat 1400 e o Fiat 1200 cupê, spyder e cabriolet. O 1300 e o 1500 eram essencialmente idênticos um ao outro, exceto pela cilindrada do motor, conforme indicado pelos nomes dos modelos (1300 e 1500), e eram oferecidos nos estilos de carroceria sedã, perua, conversível e cupê, que pouco compartilhavam mecanicamente com os outros estilos de carroceria, exceto o motor 1500.
O 1500 oferecia um motor de 75 hp, construção leve, freios dianteiros a disco e freios traseiros a tambor de liga leve.
O 1300/1500 e seus derivados também foram montados pela Zastava da Iugoslávia e pela subsidiária alemã da Fiat, Neckar Automobil AG, bem como na África do Sul. O assoalho do 1500 C serviu de base para o substituto do 1500, o Fiat 125, enquanto outro modelo, o Polski Fiat 125p, fabricado pela FSO polonesa, foi criado a partir do acoplamento da carroceria do 125 e da mecânica (motores, caixa de câmbio, transmissão, suspensão) do 1300/1500. Na linha italiana, o 1300 foi substituído pelo Fiat 124 em 1966, e o 1500 pelo Fiat 125 um ano depois.
No total, 1.900.000 unidades foram produzidas em todo o mundo.

## Trem de força
Os 1300/1500 eram carros convencionais, com motores montados longitudinalmente na frente, acionando o eixo traseiro por meio de uma transmissão manual de quatro velocidades com troca de marchas na coluna. Os motores empregados eram duas versões do mesmo projeto, diferindo principalmente no diâmetro:
- Fiat 1300 – 1295 cc (diâmetro 72 x curso 79,5 mm) OHV 4 cilindros em linha 60 hp (45 kW; 61 PS) a 5000 rpm
- Fiat 1500 – 1481 cc (diâmetro 77 x curso 79,5 mm) OHV 4 cilindros em linha 73 hp (54 kW; 74 PS) a 5400 rpm

Ambos os motores tinham cabeçotes de cilindro de liga com eixos de balancim duplos e válvulas de admissão anguladas em 45 graus. Os motores 1300 e 1500 eram uma variante dos motores de seis cilindros do Fiat 1800 e 2100, com dois cilindros a menos. Por causa do design e dos componentes compartilhados, a Fiat economizou muito dinheiro e tempo de desenvolvimento.
Uma característica inovadora na época foi a instalação de freios a disco na frente.
Ambas as variantes começaram com uma distância entre eixos de 2.425 mm, mas a partir de 1964 a distância entre eixos do Fiat 1500 foi aumentada para 2.505 mm. Esta versão mais longa foi chamada de 1500 C e também recebeu mais três cavalos de potência (para um total de 75) e várias outras diferenças de detalhes, incluindo freios elétricos e lanternas traseiras maiores com luzes de ré embutidas.
Os modelos Coupé e Cabriolet projetados pela Pininfarina do 1200 anterior continuaram com carroceria praticamente inalterada, embora agora estivessem equipados com o motor maior de 1,5 litro. O 1600 S Coupé e Cabriolet com motor O.S.C.A também continuaram disponíveis. Todos os cupês e conversíveis foram substituídos pelos novos cupês e spiders 124 em 1966.
O importador neozelandês, Torino Motors, comercializou o 1500 como "Crusader", com o emblema correspondente. Na África do Sul, os revendedores também podiam fornecer o "1500 OTS", uma conversão para mais potência disponível em dois estágios diferentes. O OTS foi desenvolvido pela CMI (Cartoria Motor Industries) especificamente para atender aos regulamentos de competição de carros de produção local. Em vez de 83 bhp (62 kW) SAE do carro padrão, o OTS desenvolvia 96 e 108 bhp (72 e 81 kW) SAE nas respectivas variantes Stage I e Stage II. Uma variedade de extras também foi oferecida, incluindo suspensão rebaixada e uma conversão para um câmbio montado no assoalho.

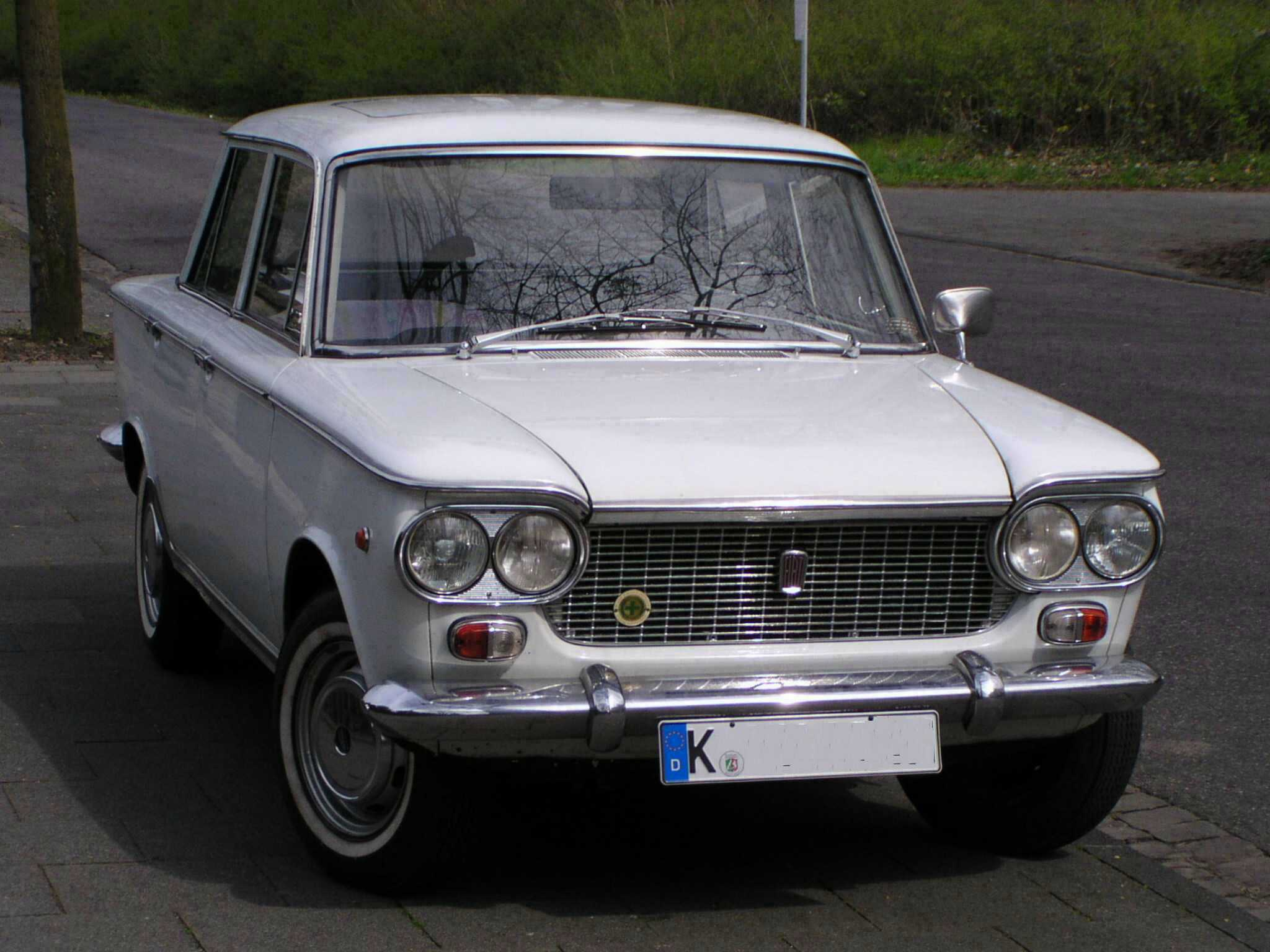
Fiat 1300
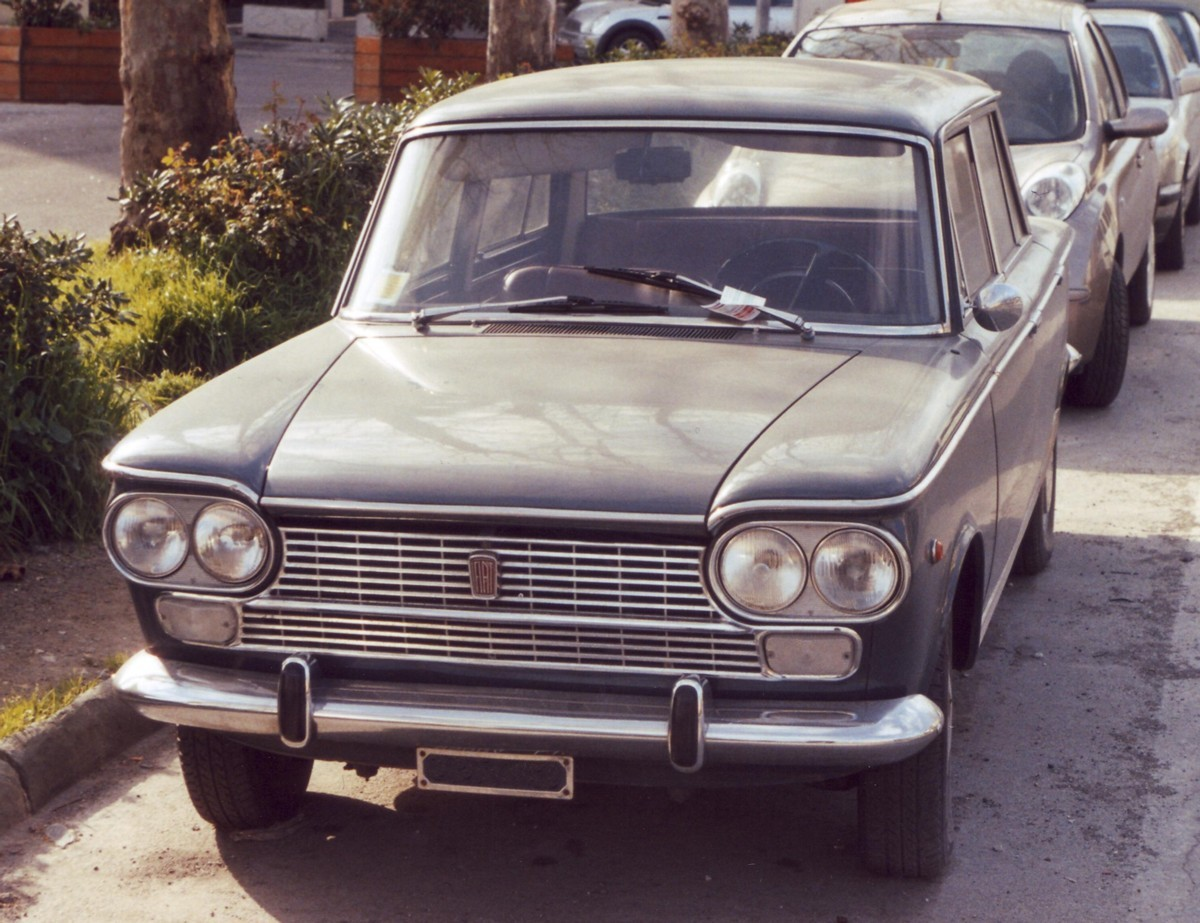
Fiat 1500 C
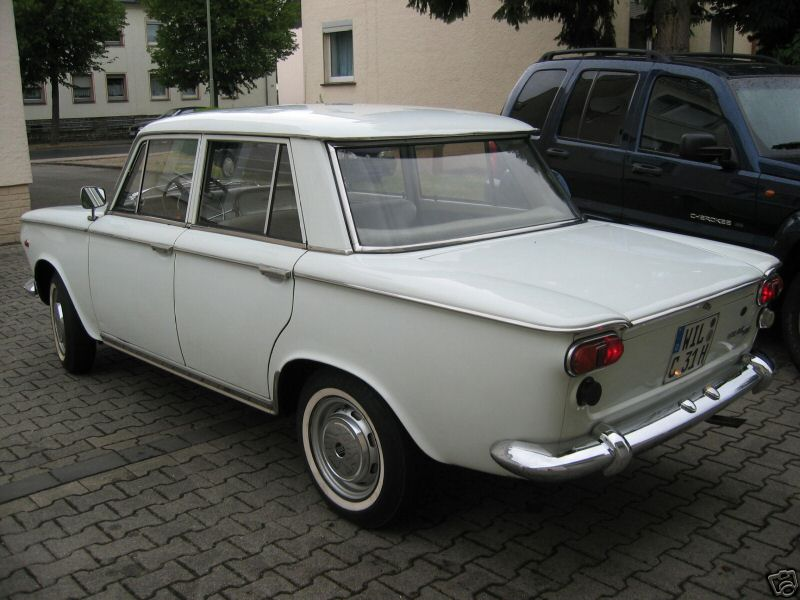
Fiat 1300 1965
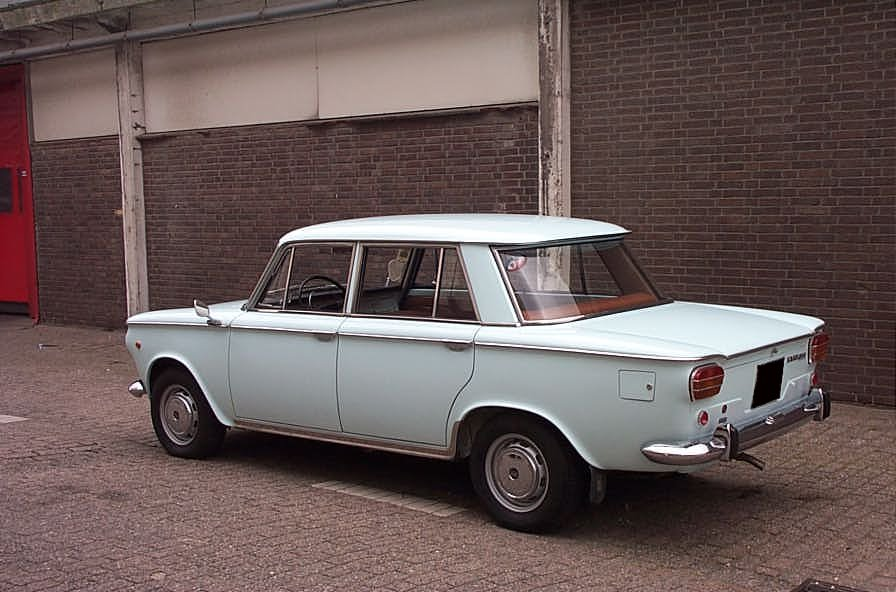
Fiat 1500 C 1966
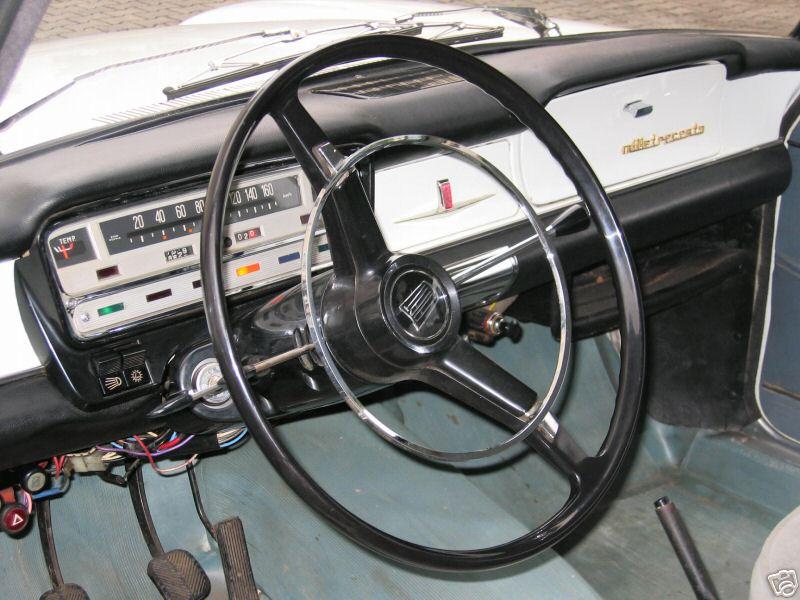
Interior do Fiat 1300 1965
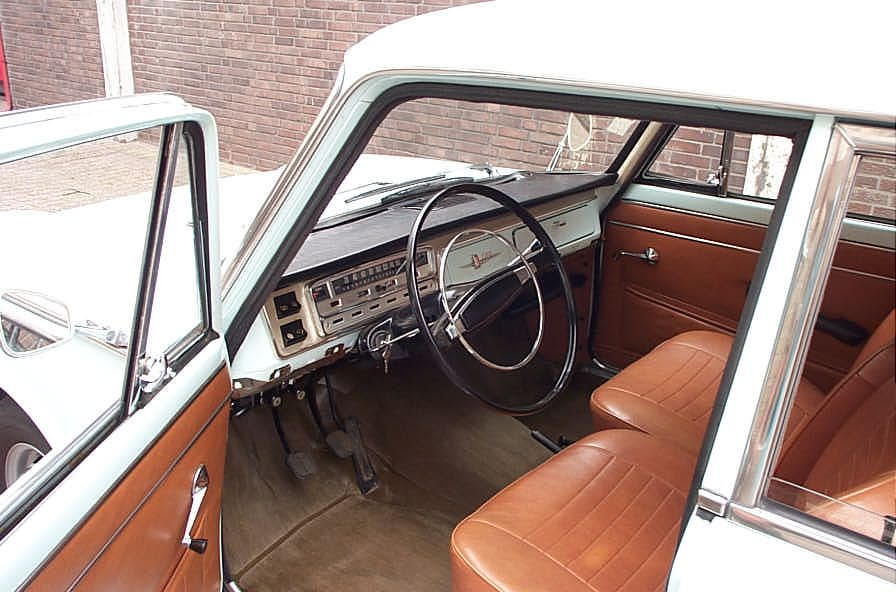
Interior do Fiat 1500 C 1966
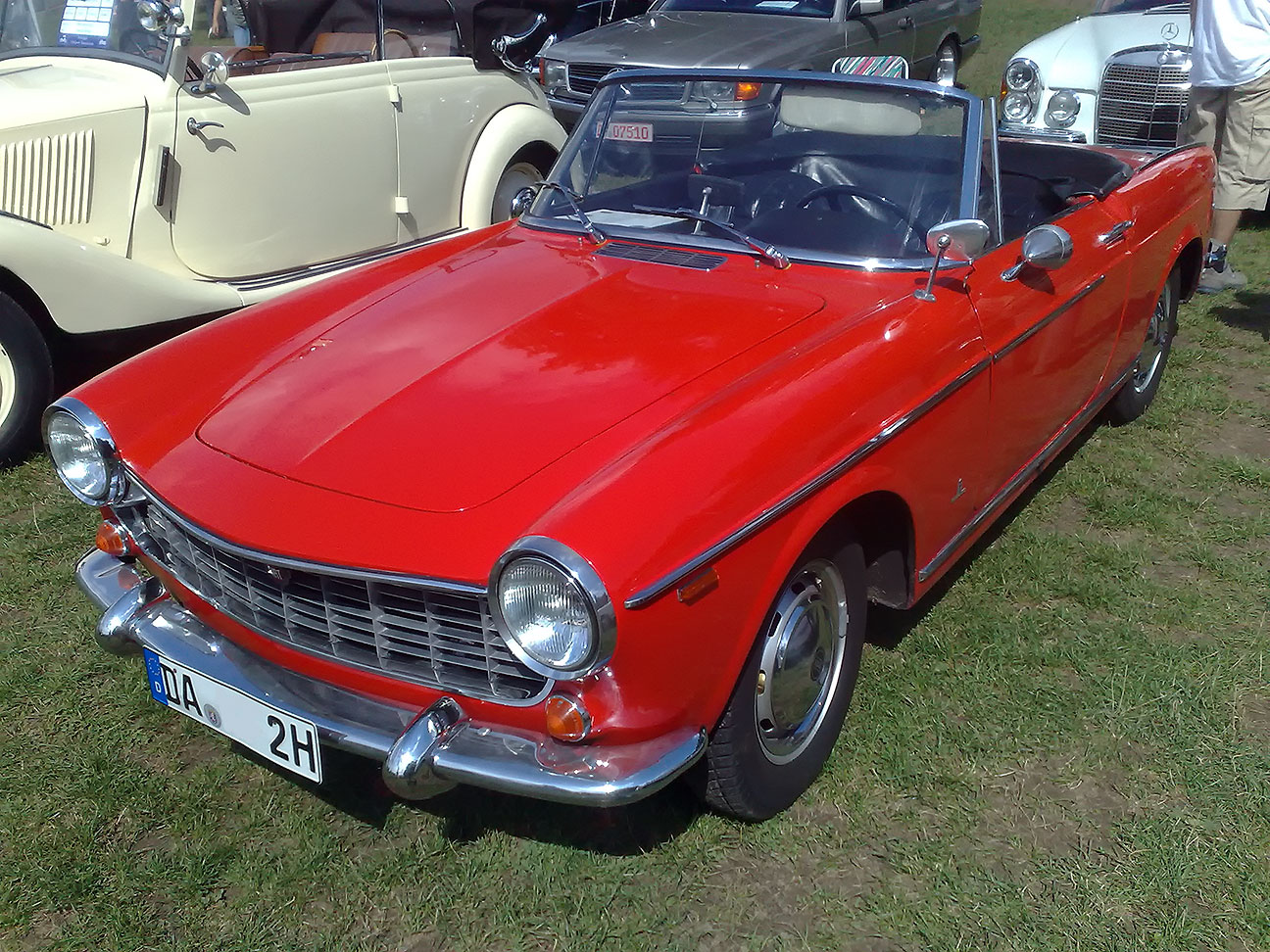
Fiat 1500 Cabriolet
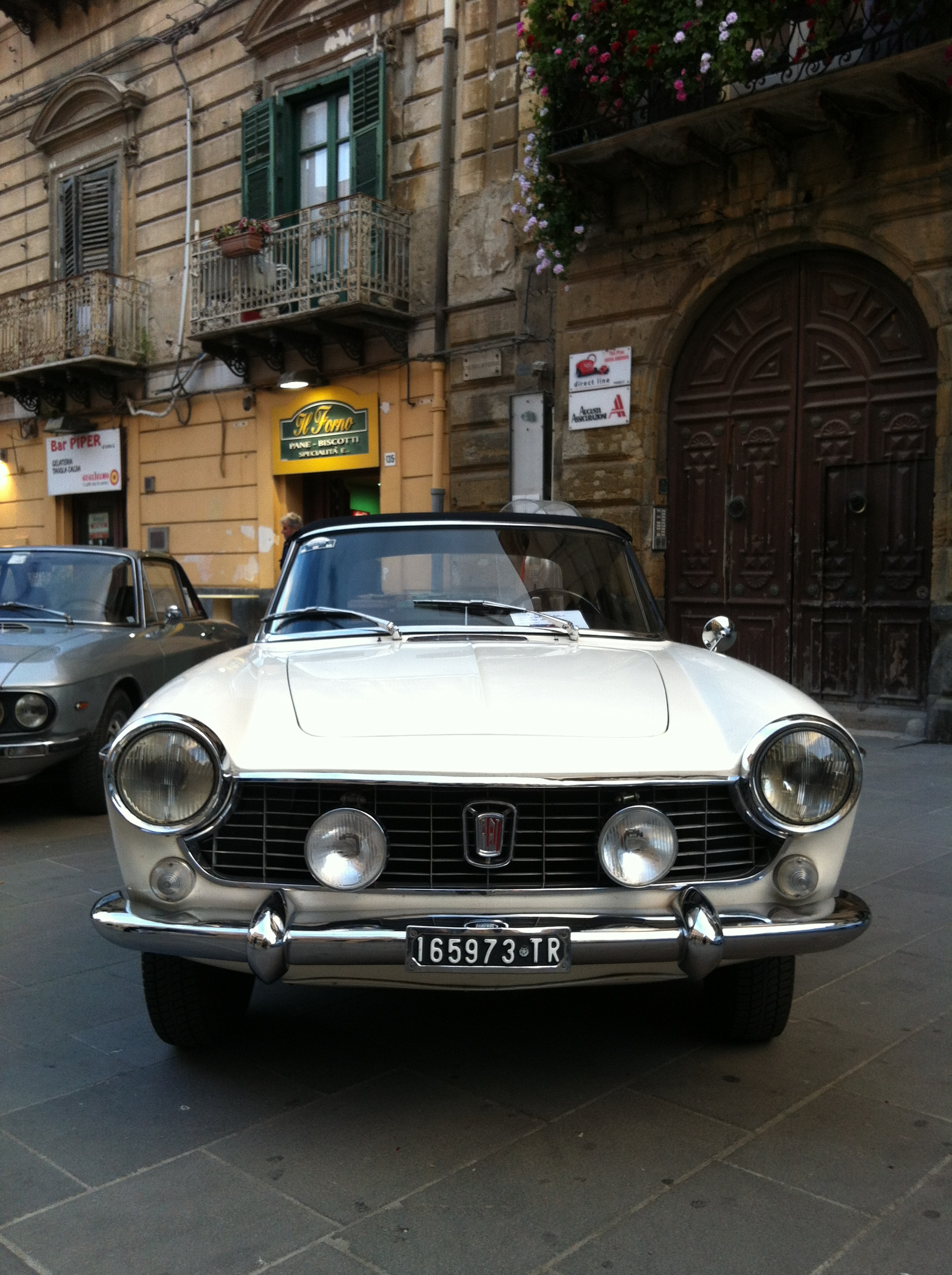
Fiat 1500 Cabriolet
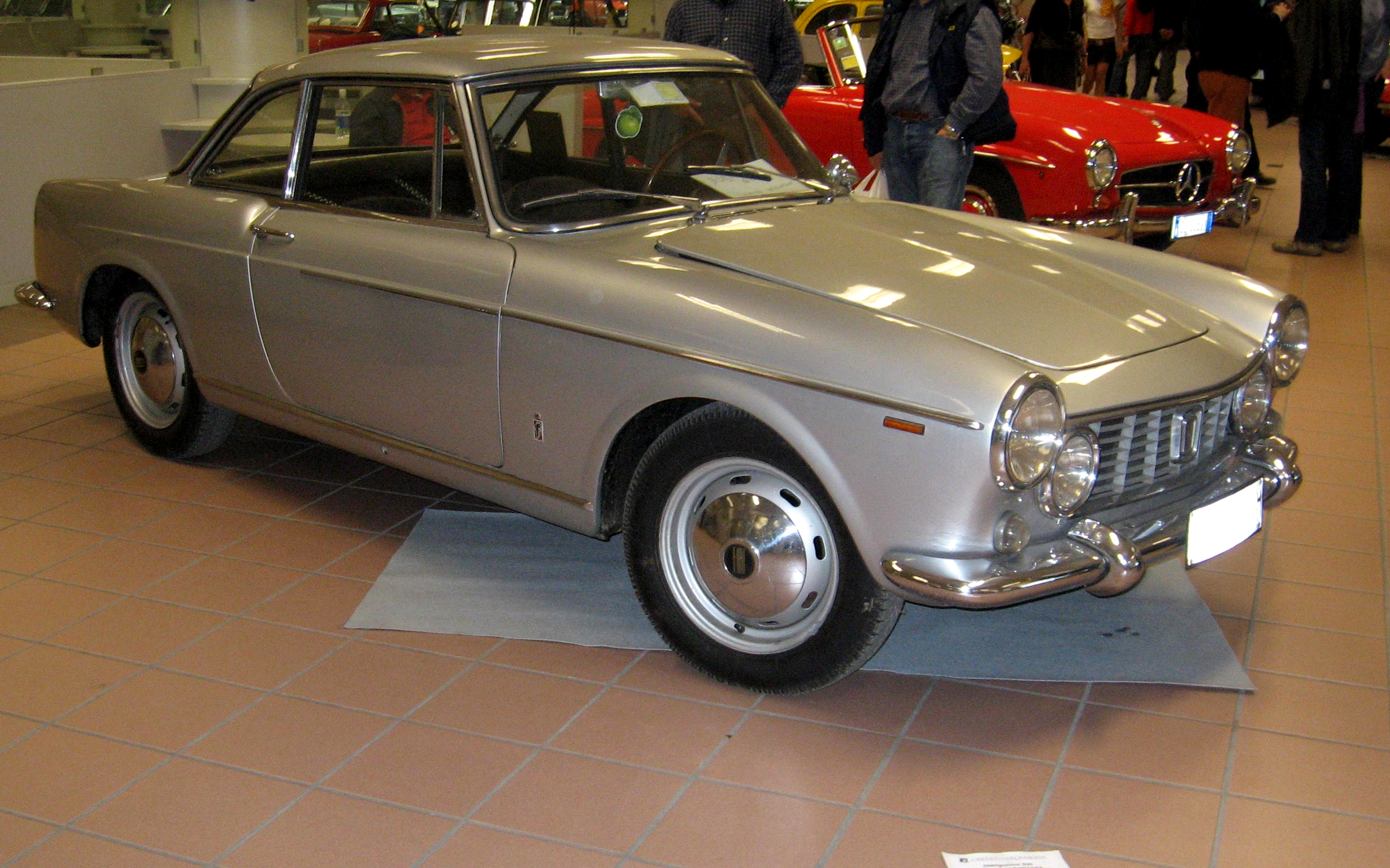
Fiat 1500 Coupé
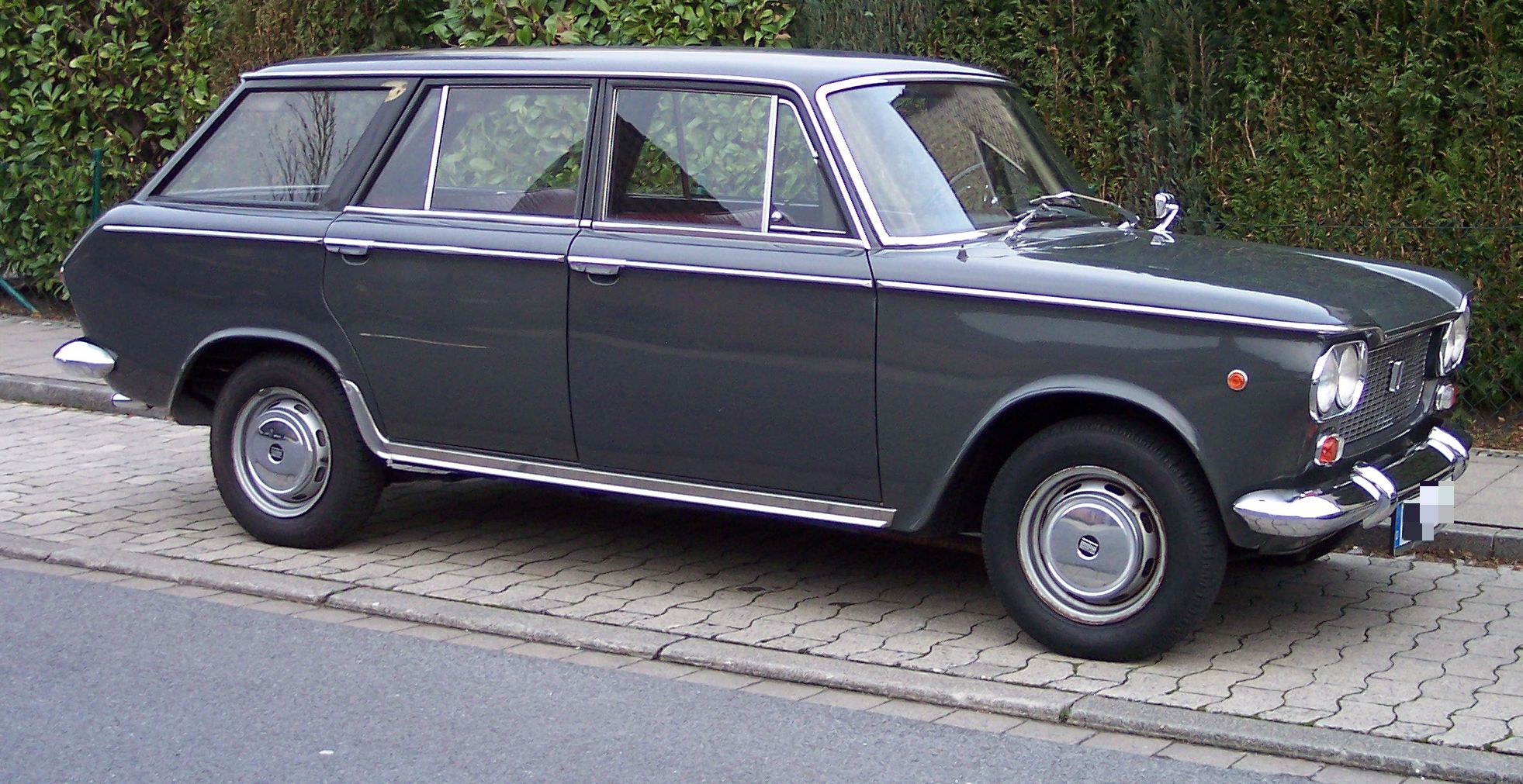
Fiat 1300 Familiare
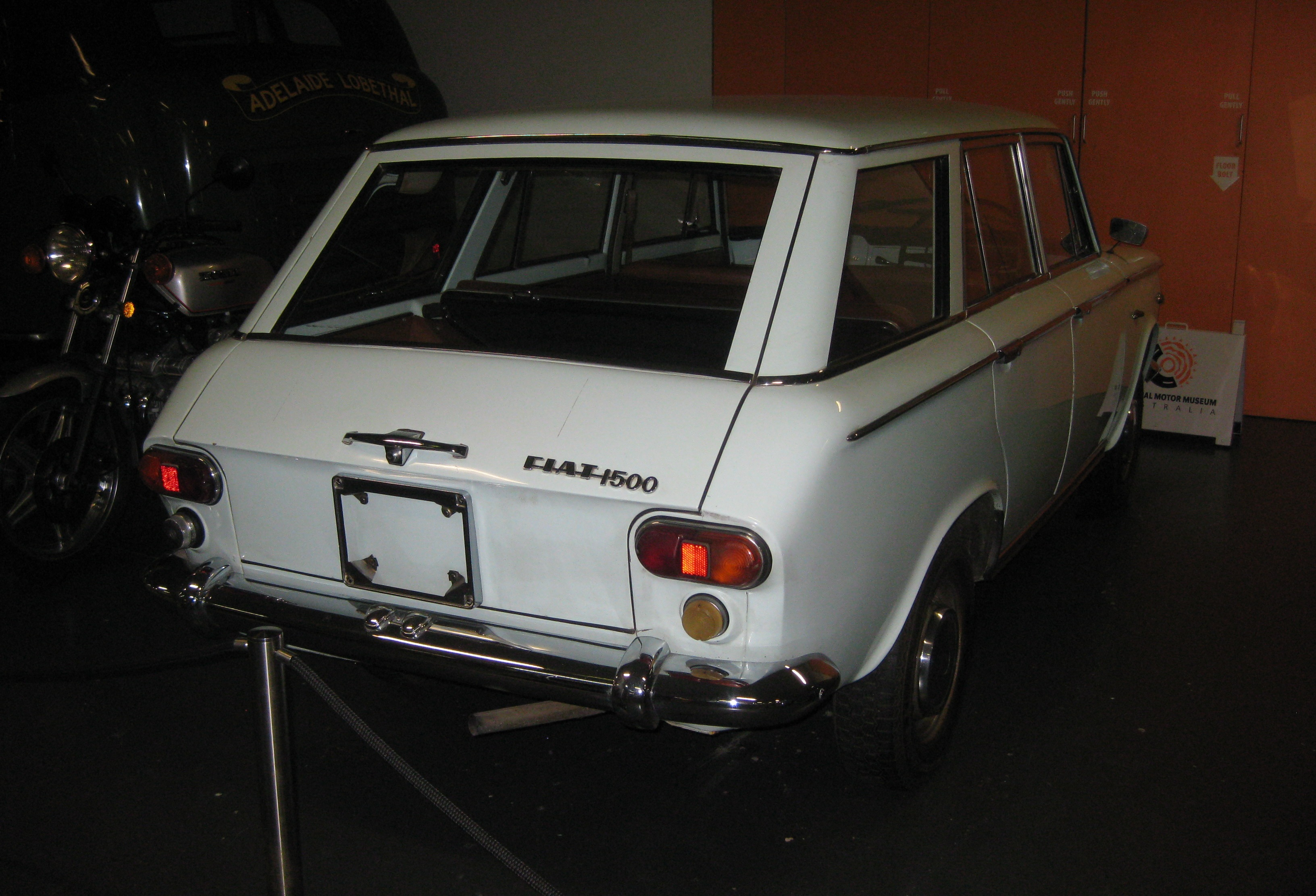
Fiat 1500 Wagon
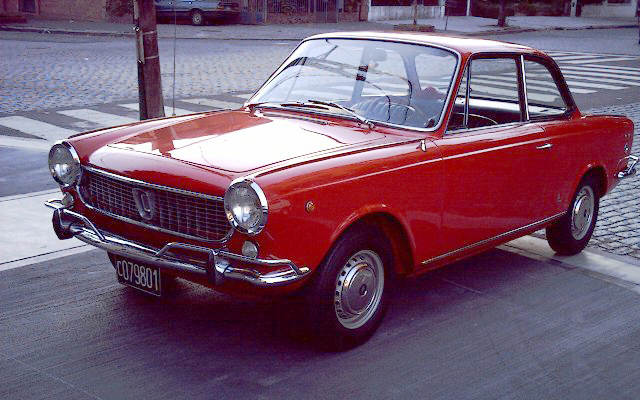
Fiat 1500 Coupé Vignale

## Fiat 1500 L / 1500 Taxi
Esses modelos eram essencialmente Fiat 1800 equipados com o motor do 1500 e, portanto, chamados de "1500" na nomenclatura Fiat. A versão Taxi estreou em 1962 e teve o motor desafinado para 60 cv (45 kW). O 1500 L (L de "Lunga" - "longo" em italiano) originalmente tinha o mesmo motor de 72 cv (54 kW) do 1500 normal e em 1964 foi atualizado para 75 cv (56 kW) junto com o Fiat 1500 C.

## Versões de outros fabricantes

### SEAT 1500
O SEAT 1500 era um carro não relacionado ao Fiat 1500. Em vez disso, era, como o Fiat 1500 L italiano, uma versão com motor inferior do Fiat 1800/2100. Foi fabricado em Barcelona, onde 183.652 foram produzidos entre 1963 e 1975.

### Siata 1500 TS
A Siata, fabricante italiana de acessórios de tuning e veículos especiais, criou um modelo chamado TS ou 1500 TS que diferia do sedã Fiat regular em detalhes de estilo, incluindo pintura em dois tons, mas principalmente no fato de que o motor era ajustado para entregar até 94 bhp (70 kW). Além disso, havia uma versão 1500 TS Coupé com uma carroceria única projetada por Giovanni Michelotti. Tanto o sedã quanto o cupê também foram fabricados pela subsidiária alemã da Fiat, Neckar Automobil AG, anteriormente conhecida como NSU-Fiat, localizada em Heilbronn (ao contrário do Fiat 1300/1500 regular).

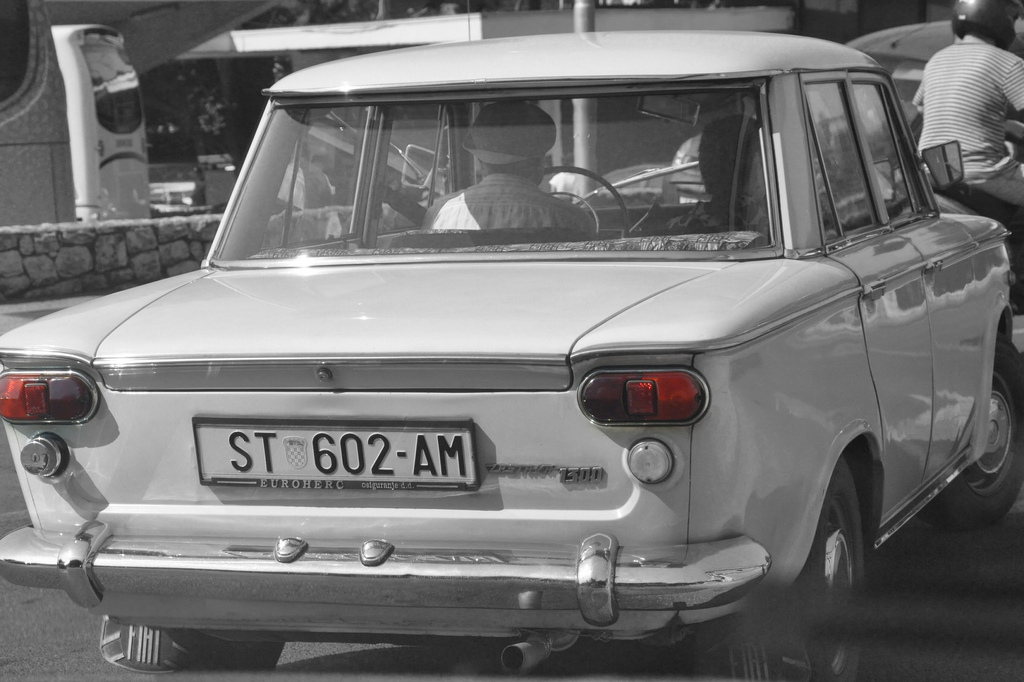
Zastava 1300 na Croácia

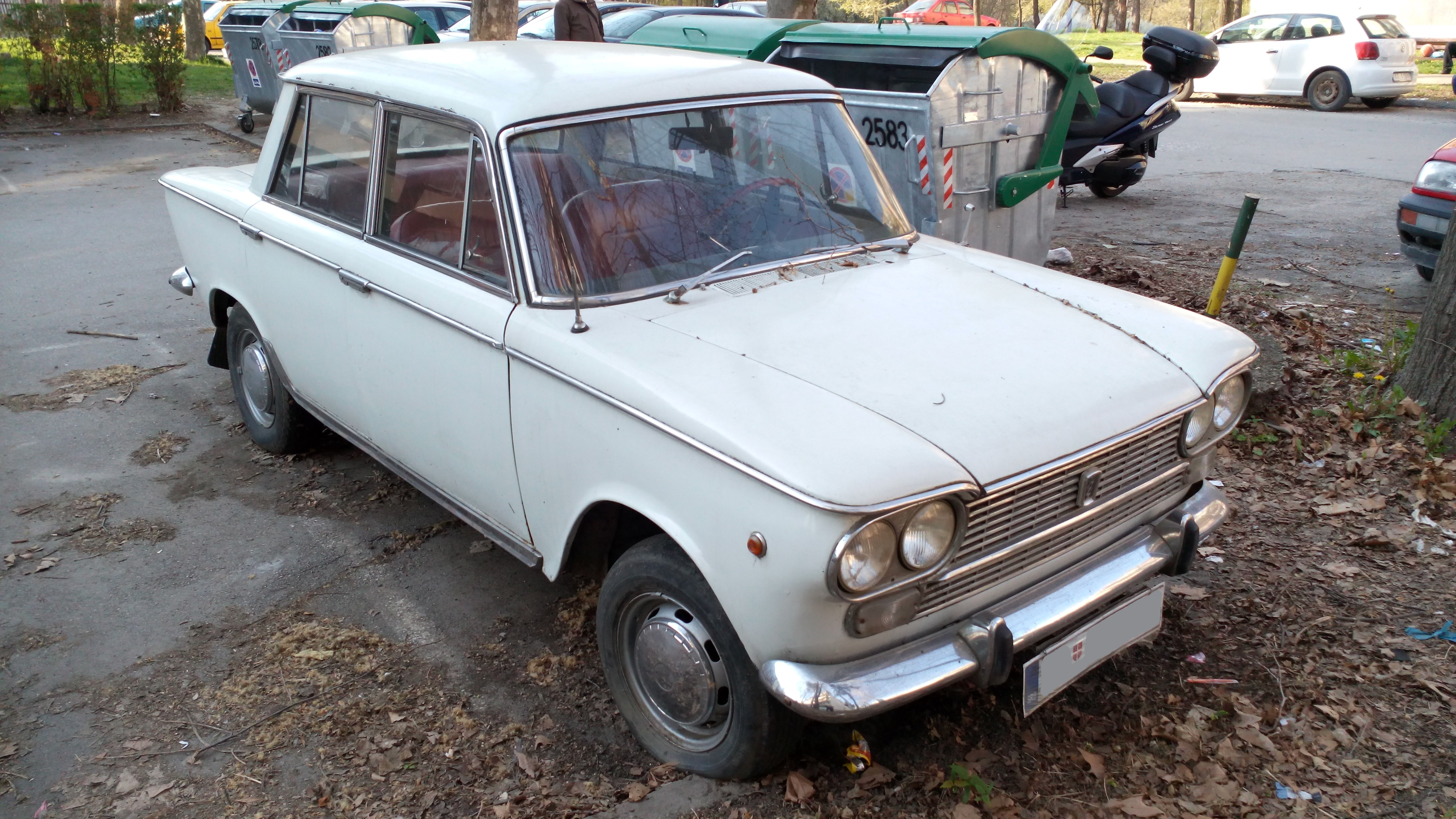
Zastava 1300 Luxe em Kragujevac, Sérvia

### Zastava 1300 e 1500
A montadora iugoslava Zastava, que estava cooperando extensivamente com a Fiat, também montou o 1300 e o 1500, marcando-os como Zastava 1300 e Zastava 1500, respectivamente. A Zastava passou a produzir o 1300 sozinha quando a Fiat em 1967 interrompeu a produção. Durante os anos 1970, melhores equipamentos foram adicionados e modelos chamados DeLuxe e 1300E. A produção terminou em dezembro de 1979. 201.160 cópias foram feitas desde 1961. O carro foi apelidado de Tristać (trista significa 300 na língua sérvia). O modelo sedã na versão do Zastava é o mesmo da versão da Fiat, mas o modelo perua é diferente. Este modelo é usado como base do sucessor do Fiat 1300/1500, o Fiat 124.
Com freios a disco nas quatro rodas, tração traseira, até 72 hp (o motor podia impulsionar o carro a uma velocidade máxima de 155 km/h), o elegante Tristać era o carro de luxo favorito da Iugoslávia. O Zastava 1300 também foi montado pela Leonidas Lara (C.C.A.) em Bogotá, na Colômbia. A montagem do Zastava na Colômbia começou já em 1969.

### Fiat 1500 argentino

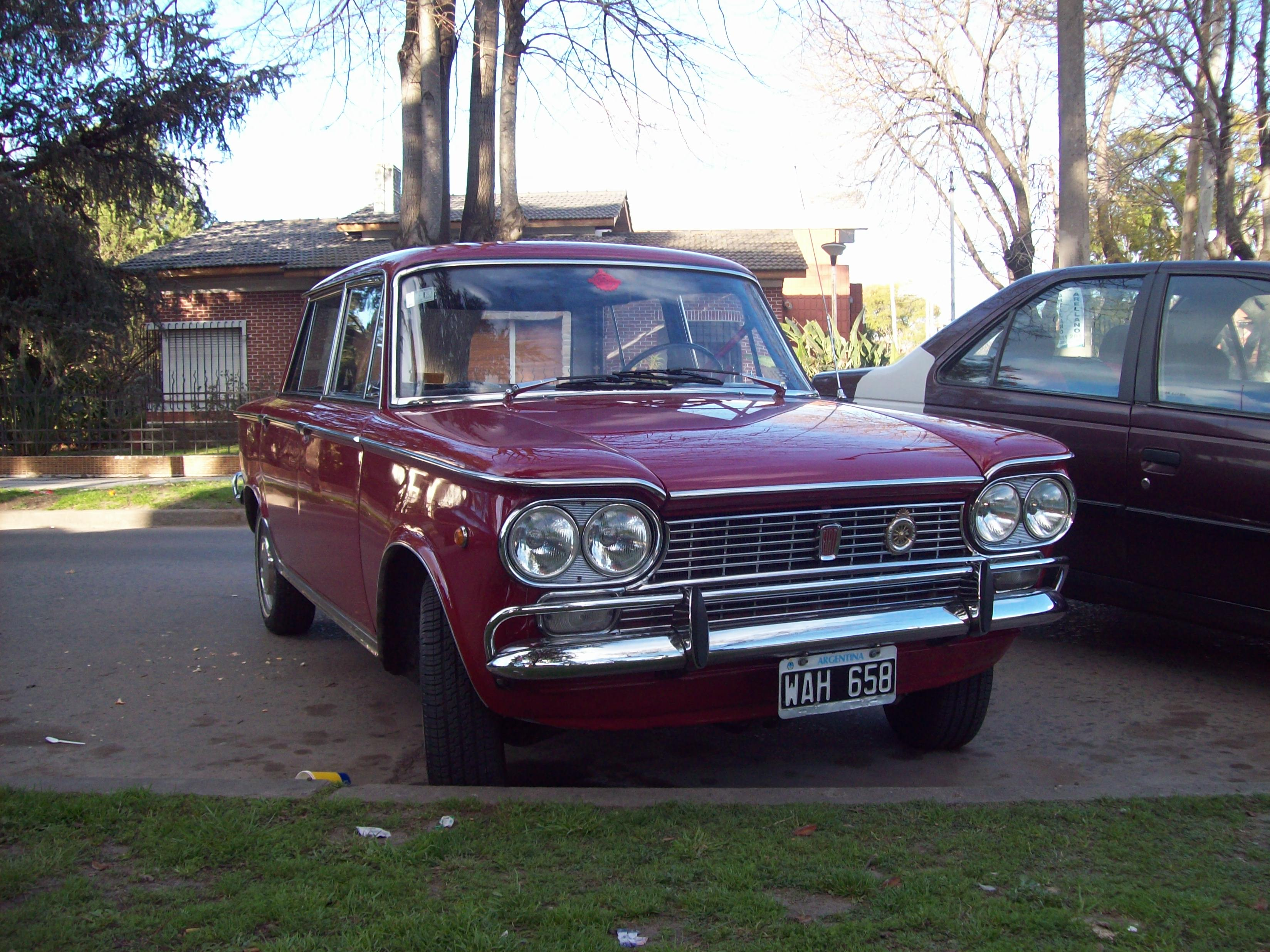
Fiat 1500 de fabricação argentina

Para o mercado sul-americano, a Fiat Concord em Buenos Aires produziu uma versão 1500 a partir de 1963. Ela estava disponível como "Berlina", "Familiar" e em uma versão picape com três assentos na primeira fileira chamada "Multicarga". Um total de 123.059 exemplares foram produzidos. Uma versão cupê com carroceria Vignale, muito rara na Europa, era mais comum na Argentina, onde 5.228 unidades foram fabricadas entre 1966 e 1970. Esses cupês de quatro lugares diferiam em pequenas coisas dos cupês Vignale fabricados na Itália e forneceram a base para o 1600 Sport de 1969, um cupê fastback que eventualmente se desenvolveu no 125 Sport exclusivo para a Argentina. Essas versões posteriores não exigiam mais que a Fiat Concord pagasse royalties (altos) para a Vignale. O 1600 recebeu uma versão ampliada do motor do 1500, com cilindrada de 1625 cc.

### Polski Fiat 125p
Embora considerado uma variante do Fiat 125, o Polski Fiat 125p era na verdade uma combinação da carroceria do Fiat 125 e dos motores e mecânica do Fiat 1300/1500.